# Markus Ehrhard
Markus Ehrhard (* 14. Juli 1976) ist ein ehemaliger deutscher Fußballspieler.

## Biografie
Nach Jugendjahren bei der TSG Sprockhövel spielte er zunächst für den Hasper SV und den FC Remscheid in der Oberliga, anschließend wechselte er zur zweiten Mannschaft des VfL Bochum. Dort kam er unter Trainer Peter Neururer zu vier Einsätzen bei den Profis in der zweiten Bundesliga. Sein Debüt gab er dabei am 3. Februar 2002 beim FSV Mainz 05, als er in der Schlussminute für Vahid Hashemian eingewechselt wurde. Es folgte ein Wechsel zur SG Wattenscheid 09 (36 Spiele, vier Tore) und im Sommer 2004 schließlich zum KFC Uerdingen 05. Bei den Krefeldern gehörte Ehrhard erstmals zum festen Stammpersonal, jedoch stieg der Verein am Ende der Regionalliga-Saison aufgrund von Verstößen gegen die Lizenzauflagen in die damals viertklassige Oberliga ab. Ehrhard verbrachte die Hinrunde noch in Krefeld, wechselte dann in der Rückrunde kurzzeitig in den Bochumer Norden zum SV Vorwärts Kornharpen. Zur Saison 2006/07 kehrte er für zwei Saisons zurück zum KFC Uerdingen und war dort zwischenzeitlich Kapitän seiner Mannschaft. Bei der TuS Hattingen ließ er schließlich seine Karriere ausklingen und arbeitete anschließend auch als Trainer bei der TuS Hattingen in der Bezirksliga. Parallel dazu trat er eine Stelle als Bürokaufmann in einer Rehaklinik an.